# Sammir
Sammir, właśc. Jorge Sammir Cruz Campos (ur. 23 kwietnia 1987 w Itabunie) – chorwacki piłkarz pochodzenia brazylijskiego grający na pozycji ofensywnego pomocnika, zawodnik klubu NK Lokomotiva Zagrzeb.

## Kariera klubowa
Karierę piłkarską Sammir rozpoczął w klubie Atlético Mineiro z Belo Horizonte. Następnie w 2003 roku podjął treningi w Athletico Paranaense z Kurytyby. Nie zdołał jednak zadebiutować w pierwszym zespole Atlético. W 2005 roku był wypożyczony do Ferroviárii, a w latach 2005–2006 do Paulisty. W połowie 2006 roku odszedł do São Caetano, w którym spędził pół sezonu.
Na początku 2007 roku Sammir przeszedł do Dinama Zagrzeb. W chorwackiej lidze swój debiut zanotował 17 marca 2007 w zwycięskim 1:0 domowym meczu z HNK Rijeka. Z kolei 2 maja 2007 w wyjazdowym meczu z NK Slaven Belupo (3:0) strzelił swojego pierwszego gola w Chorwacji. W sezonie 2006/2007 wywalczył z Dinamem mistrzostwo Chorwacji oraz zdobył Puchar Chorwacji. W sezonie 2007/2008 stał się podstawowym zawodnikiem Dinama. W sezonach 2007/2008, 2008/2009, 2009/2010, 2010/2011 i 2011/2012 wywalczył kolejne tytuły mistrza kraju. W 2008, 2009, 2011 i 2012 roku zdobywał też krajowy puchar, a w 2010 roku także superpuchar.
Następnie występował w klubach: Getafe CF, Jiangsu Suning, Hangzhou Greentown, Dinamo Zagrzeb, Wuhan Zall i Sport Club do Recife. 
2 września 2019 podpisał kontrakt z klubem NK Lokomotiva Zagrzeb.    
| Sezon   | Klub                 | Kraj      | Rozgrywki        | Mecze | Bramki |
| ------- | -------------------- | --------- | ---------------- | ----- | ------ |
| 2005    | Athletico Paranaense | Brazylia  | Série B          | 0     | 0      |
| 2005    | Ferroviária          | Brazylia  | Série C          | ?     | ?      |
| 2005    | Paulista             | Brazylia  | Série B          | ?     | ?      |
| 2006    | Paulista             | Brazylia  | Série B          | ?     | ?      |
| 2006    | São Caetano          | Brazylia  | Série B          | 5     | 0      |
| 2006/07 | Dinamo Zagrzeb       | Chorwacja | Prva HNL         | 13    | 1      |
| 2007/08 | Dinamo Zagrzeb       | Chorwacja | Prva HNL         | 24    | 4      |
| 2008/09 | Dinamo Zagrzeb       | Chorwacja | Prva HNL         | 32    | 8      |
| 2009/10 | Dinamo Zagrzeb       | Chorwacja | Prva HNL         | 26    | 5      |
| 2010/11 | Dinamo Zagrzeb       | Chorwacja | Prva HNL         | 22    | 10     |
| 2011/12 | Dinamo Zagrzeb       | Chorwacja | Prva HNL         | 21    | 5      |
| 2012/13 | Dinamo Zagrzeb       | Chorwacja | Prva HNL         | 28    | 13     |
| 2013/14 | Dinamo Zagrzeb       | Chorwacja | Prva HNL         | 7     | 0      |
| 2013/14 | Getafe CF            | Hiszpania | Primera División | 8     | 0      |
| 2014/15 | Getafe CF            | Hiszpania | Primera División | 23    | 1      |
| 2015    | Jiangsu Suning       | Chiny     | Super League     | 28    | 2      |
| 2016    | Jiangsu Suning       | Chiny     | Super League     |       |        |

## Kariera reprezentacyjna
W swojej karierze Sammir grał w reprezentacji Brazylii U-17. Podczas gry w Dinamie Zagrzeb otrzymał chorwackie obywatelstwo. W reprezentacji Chorwacji zadebiutował 12 października 2012 roku w wygranym 2:1 meczu eliminacji do MŚ 2014 z Macedonią, rozegranym w Skopje.